# مالولوس
مالولوس (بالإنجليزية: City of Malolos )‏ هي مدينة في الفلبين، تتبع بولاكان، هي عاصمة بولاكان، بلغ عدد سكانها 252٬074  نسمة، في 2015، تبلغ مساحتها 67٫25 كيلومتر مربع، رمزها البريدي هو 3000.

## الموقع
تشترك في الحدود مع:
- Calumpit [الإنجليزية]‏.

## التقسيمات الإدارية
- Look 1st, Malolos [الإنجليزية]‏.

## أعلام
- فيرجيل مينيسيس